# KLIPPAN
クリッパン（KLIPPAN）社は、1879年にヤン・ペッテル・マグヌッソン(Jons Petter Magnusson)が創業、以来マグヌッソン家によって代々受け継がれている。本社をスウェーデン、工場をラトビアに構える。主製品としてはウール素材のブランケット、スロー。そのほかにコットンブランケットやファブリック製品も手掛けている。
| 社名       | KLIPPAN YLLEFABRIK AB                                        |
| 本社所在地 | スウェーデン Järnvägsgatan 21, 264 38 Klippan                |
| 設立       | 1879年                                                       |
| 業種       | 紡績業、製造業                                               |
| 事業内容   | テキスタイルデザイン                                         |
| 代表者     | ヨスタ・マグヌッソン、ペッテル・マグヌッソン、パニラ・ルース |
| 公式サイト | https://klippanyllefabrik.se/                                |

## 歴史
1879年、ヤン・ペッテル・マグヌッソン（Jons Petter Magnusson)  がスウェーデン南部の小さな町「クリッパン」に紡績工場クリッパン（KLIPPAN）社を創業。
1910年二代目社長にグスタフ・マグヌッソン（Gustaf Magnusson)が就任。グスタフはドイツでテキスタイル、染色を学んだ。1946年、スヴェン・マグウッソン（Sven Magnussson）が、工場長に就任。クリッパン社は小さな紡績工場からスウェーデン最大のウール紡績企業となる。1970年代、三代目社長にスヴェンが就任、クリッパンはスカンジナビアを代表する紡績企業に成長した。
1982年 四代目社長にヨスタ・マグヌッソンが 就任。
当時のスウェーデンではデンマークのダウンにおされ、かつて暮らしに深く根付いていたウールブランケットは家庭から姿を消し始めていた。1991年、ヨスタはスウェーデンの伝統的なブランケット復活を目指し、「モダンブランケットプロジェクト」をニットデザイナー、ビルギッタ・ベングトソン・ビョルク(Birgitta B Bjork)と協働。クリッパン社は紡績業からテキスタイルカンパニーに転換した。
1992年2月ストックホルムファニチャーフェアに初めてブランケットを出品し、好評を得る。1992年9月にはラトビアのリガにある紡織工場との取り組み開始。紡績から最終製品まで一貫生産に着手、高品質なブランケット作りを実現した。1994年にはデザインユニット、ベングト＆ロッタ（BENGT&LOTTA）の ベングトによるヒツジ、続いてムースのブランケットが誕生。北欧デザインのアイコンとして定着していく。1999年シュニールコットン糸を使ったシュニールコットンブランケットの生産・販売を開始。2003年四代目ヨスタの長男ペッテル（Petter）、長女パニラ（Pernilla）がクリッパンに参画。
2008年四代目ヨスタ・マグヌッソンが生産委託中の紡織企業をラトビア政府から購入、自社工場「KLIPPAN SAULE」が誕生した。
2008年 ニュージランド産エコウール（ecowool）の生産・販売を開始。
2013年シュニールコットンブランケットをオーガニックコットンに切り替え、生産・販売開始。
2018年KLIPPANの製品用バッグをサスティナブル素材（生分解性 プラスチック）に全面切り替え。2018年11月ベルリンのスウェーデン大使館にてKLIPPAN 140周年展覧会を開催。

## 主な商品
スロー、ウールブランケット、コットンブランケット、ファブリック、フェルトアイテム。
ストール、スツール、アイピローは日本のみ展開。

## 素材
1879 年から一貫してナチュラル素材を使用。ウール、コットン、リネンを吟味し、素材を選んで製品化。製品はすべて、国際規格ISO9001（品質）ISO140001（環境）を満たした自社工場で持続可能な生産を実施。生産の重要な工程「原毛の洗浄」は、環境に負荷を与える洗剤や漂白剤不使用。牧羊農家まで辿れるトレーサビリティで、品質のみならず動物虐待がないことを保証。
エコウール
殺虫剤使用を極限まで抑え、ケミカルを含まない牧草で健康的に育てられた羊毛。KLIPPANは2008年、世界で初めて希少な「エコウール」をブランケットに採用し、2009年秋に、BABY & KIDSラインのブランケットすべてを「エコウール」化。以来、毎年エコウール製品を増やしている。
ラムウール
生後約6-7 ケ月の仔羊から初めて刈り取った羊毛。大人の羊より繊維が細くて柔らかく、肌触りも優しくクリンプ（巻き毛）が多いので、空気をたっぷり含んで温かい。クリッパンは、すべてニュージーランド産を採用。ニュージーランド産のラムウールは厚みがあって白いため、ブランケットやスローが肌触りもよく、温かく美しい色が生まれる。
ゴッドランドウール
「スウェーデンのウールを」という声に応えクリッパンが2018年秋に採用。スウェーデン最大の島、ゴッドランド島で飼育され、美しい光沢と柔らかさで知られている。そのルーツはバイキングの時代、という歴史ある素材。
メリノウール
かつてスペイン王朝が独占していたが、その後輸出が始まり、現在はオーストラリア、南アメリカなど世界で飼育されている。クリッパン は、モンゴルと南アメリカのメリノウールを採用。繊細で白い毛質なので、軽く、肌触りが優しいのが特徴。クリッパンのプレミアムライン（スローとブランケット）はメリノウール60%、ラムウール40%の混紡。
オーガニックコットン
2013年春、すべてのシュニールコットンブランケットをオーガニックコットンで製品化。クリッパンではGOTSというオーガニック認証を受けたオーガニックシュニールヤーンを採用。

## デザインワーク
1992年初めてデザイナーとコラボレーション。1879年創業以来、KLIPPANは原毛から毛糸をつくる紡績工場だった。1991年初めてテキスタイルデザイナー、ビルギッタ・ベングトソン・ビョルクとのブランケットつくりに着手、1992年初めてのブランケット「RINGS」を発表。
これをきっかけに、KLIPPANはスウェーデンの才能豊かなデザイナーたちとのコラボレーションに積極的に取り組んだ。ビルギッタとは1992年以来、25年以上あまりコレボレーションが続いている。彼女は伝統的な織りをインスピレーションの源にしてコンテンポラリーな感覚のテキスタイルデザインを創りだしている。
二人目のデザイナーはベングト・リンドベリ、1993年にベングトのデザイン「COW」がブランケットに登場、続いて「SHEEP」「MOOSE」もブランケットにデビュー。今やベングトの「SHEEP」「MOOSE」は北欧アイコンになっている。
2018年には松屋銀座のクリスマスデコレーションに採用され、店内ディスプレイからショッピングバッグまでベングト・ムースがクリスマスを飾った。ベングトのパートナー、ロッタ・グラーベのデザイン「キャンディ」は 2004年、ファブリックコレクションに登場。　以来、Bengt&Lotta はクリッパンに欠かせないデザイナーユニットである。
HOMEカテゴリーでは、スウェーデンを代表するデザイナー、リサ・ラーソン、オーレ・エクセル、KIDSカテゴリーでは世界的なキャラクターたち、ムーミン、スヌーピー、キティまで多様なデザイナーたちとの取り組が、クリッパンの世界を拡げている。
デザイナーとの取り組みの歴史に初めて国外デザイナーが登場したのは　2013年。2013年秋冬コレクションに、初めてスウェーデン人以外のデザイナー、皆川 明とのコラボーレーションが実現した。スウェーデンの原風景を描いた「HOUSE IN THE FOREST」は従来のリピートパターンによるブランケットという概念を超えて一枚の絵画のような世界を創りだし、全世界に輸出されている。
ここ数年は、若い才能にも注目しスウェーデン国立芸術大学KONSTFAK学生向けのデザインコンペ開催（優秀なデザインの製品化）、ベックマンデザインスクール在学中のRONJA REUBER,アパレル、ハンドバッグ、傘などまで手掛ける　TINA BACKMANとのコラボレーションも実施している。
現在は、17人（ユニット含む）のコレボレーションをおこない、ブランケット、スロー、ファブリックのKLIPPAN WORLDを拡げている。